# Gołąbek Romella

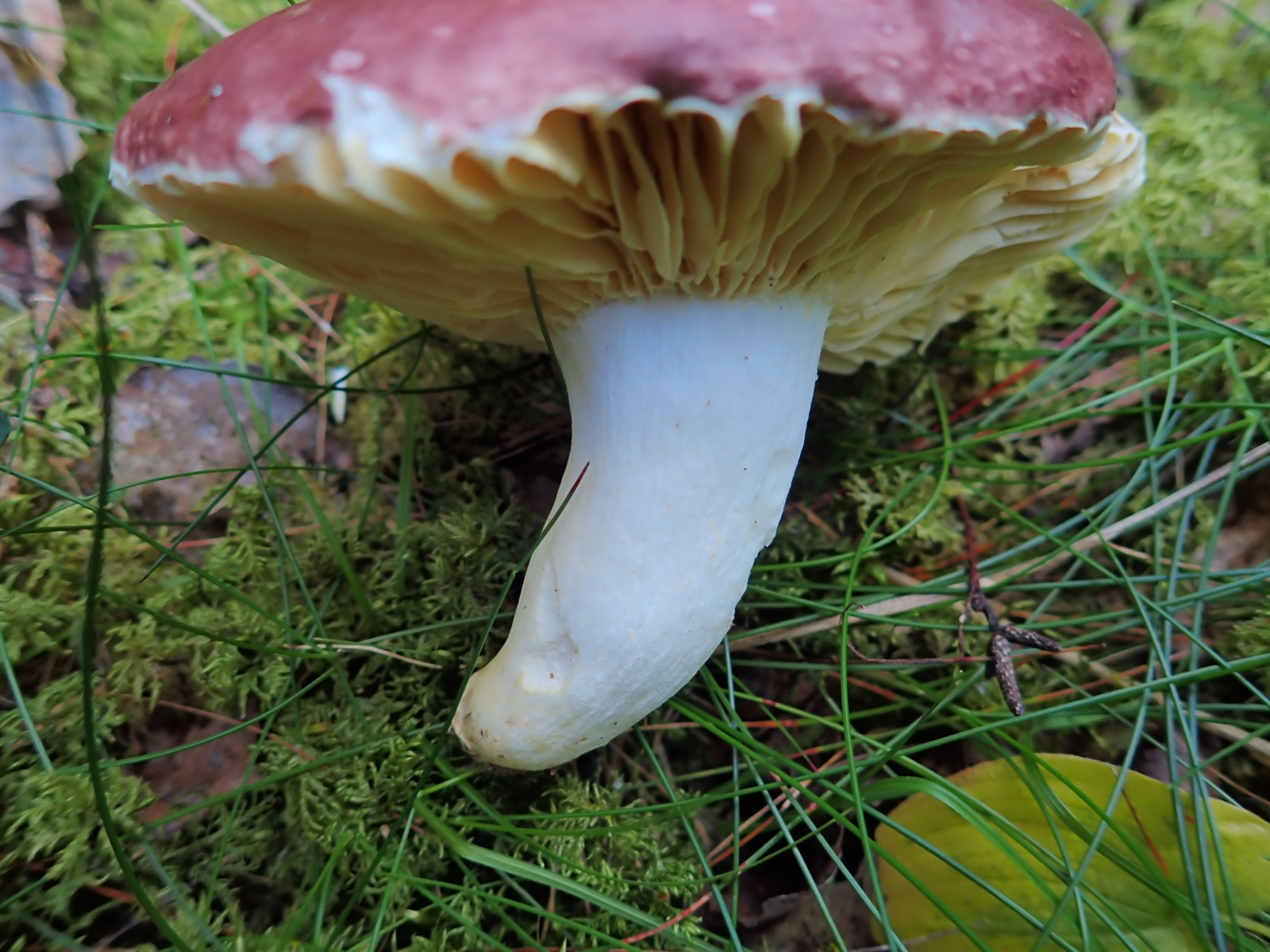

Gołąbek Romella (Russula romellii Maire) – gatunek grzybów należący do rodziny gołąbkowatych (Russulaceae).

## Systematyka i nazewnictwo
Pozycja w klasyfikacji według Index Fungorum: Russula, Russulaceae, Russulales, Incertae sedis, Agaricomycetes, Agaricomycotina, Basidiomycota, Fungi.
Po raz pierwszy opisał go w 1910 r. René Charles Maire i nadana przez niego nazwa naukowa jest aktualna. Ma co najmniej 7 synonimów. Niektóre z nich.
- Russula alternata (Melzer & Zvára) J. Blum ex Bon 1983
- Russula europae J. Blum ex Romagn. 1967

Polską nazwę podała Alina Skirgiełło w 1991 r.

## Morfologia
Kapelusz
Średnica 6–13 cm, gruby, jędrny, początkowo kulisty, potem wypukły, w końcu z wklęsłym środkiem. Brzeg początkowo mocno podwinięty, a następnie mniej lub bardziej wyprostowany. Powierzchnia winnofioletowa, fioletowa, ale u niektórych okazów jaśniejsza, z liliowym brzegiem i ochrowozielonkawym lub oliwkowym środkiem. Brzeg tępy, równy, nieco prążkowany. Skórka w stanie wilgotnym lepka, połyskliwa, dająca się zedrzeć do połowy kapelusza.
Blaszki
Dość rzadkie, czasami z blaszeczkami, przy brzegu kapelusza zaokrąglone, przy trzonie rozwidlone, wolne, kremowe, u starszych okazów złocistożółte.
Trzon
Wysokość 5–9 cm, grubość 1,8–4 cm, niemal walcowaty, początkowo pełny, potem watowaty, czasami nawet komorowaty. Powierzchnia biała, u podstawy brązowawa.
Miąższ
Gruby, biały, nieco żółknący o kwaskowatym zapachu i łagodnym smaku.
Wysyp zarodników
Złocistożółty.
Cechy mikroskopowe
Podstawki do 55 × 13 µm. Bazydiospory 6,7–9,2 × 5,7-7,2 µm, o kształcie od odwrotnie jajowatych do elipsoidalnych, brodaweczkowato-brodawkowato-siateczkowate, o brodakach tępych lub kolczastych i o niepełnej siateczce z łącznikami lub grzebieniami, amyloidalne. Łysinka także amyloidalna. Cystydy tępo-cylindryczne, do 90 × 12 µm. Szczytowe komórki włosków w epikutisie mocno zwężone.

## Występowanie i siedlisko
Występuje w Ameryce Północnej, Europie i Azji. Najwięcej stanowisk podano w Europie i jest tutaj szeroko rozprzestrzeniony. Brak go w opracowanym w 2003 r. przez Władysława Wojewodę wykazie wielkoowocnikowych grzybów podstawkowych Polski, ale w późniejszych latach podano jego stanowiska.
Naziemny grzyb mykoryzowy, występujący w lasach liściastych, zwłaszcza pod bukami i dębami.
Grzyb jadalny.